# Stade Edson-Arantes-do-Nascimento
Le stade Edson-Arantes-do-Nascimento (en portugais : Estádio Edson Arantes do Nascimento), également connu sous le nom de Stade Pelezão (en portugais : Estádio Pelezão) ou encore de Stade national de Brasília (en portugais : Estádio Nacional de Brasília), est un ancien stade de football brésilien situé dans la région administrative de Guará, dans l'État du District fédéral.
Le stade, doté de 30 000 places et inauguré en 1964 puis démoli en 2009, servait d'enceinte à domicile à l'équipe de football du Centro de Ensino Unificado de Brasília Esporte Clube.
Le stade porte le nom d'Edson Arantes do Nascimento dit Pelé, une des plus grandes gloires du football brésilien.

## Histoire
Le stade, doté de 20 000 places à l'époque, ouvre ses portes en 1964 sous le nom de Stade national de Brasília (en portugais : Estádio Nacional de Brasília), les travaux du stade étant réalisés par Rabello S.A. Il est inauguré un an plus tard le 21 avril 1965 (pour commémorer les 5 ans de la création de la nouvelle capitale du pays, Brasilia) lors d'une défaite 3-1 des locaux composés d'une sélection composée de joueurs du District fédéral contre l'EC Siderúrgica (le premier but officiel du match étant inscrit par Zé Emílio, joueur de Siderúrgica).
L'inauguration complète du stade entièrement fini a lieu le 31 mars 1966 lors d'un succès 2-1 de Vasco da Gama contre Flamengo (le premier but du match étant inscrit par Célio, joueur de Vasco).
Après la remodélisation du stade en 1973, la capacité d'accueil passe à 30 000 places. Le premier match à avoir lieu après cette rénovation a lieu le 8 août 1973 lors d'une défaite 1-0 du CEUB contre l'Atlético Mineiro (l'unique but du match étant inscrit à la 72e minute par Campos).
Le CEUB quitte le stade en 1976 pour s'installer brièvement au Mané Garrincha avant d'être dissous.
Le record d'affluence au stade est de 47 531 spectateurs lors d'une défaite 2-0 des locaux du Brasília FC contre Flamengo le 2 février 1984.
Le stade, très endetté, ferme ensuite à la fin des années 1980 et est vendu à un groupe de sociétés immobilières formé par Paulo Octávio Investimentos Imobiliários et Via Engenharia en 1996.
Il est occupé par des dizaines de familles jusqu'en 2004.
Il est finalement démoli en 2009. Sur l'ancien site actuel figurent aujourd'hui plusieurs condominiums de luxe.